# فرانک گریفل
فرانک گریفل (به آلمانی: Frank Griffel) اسلام‌شناس و استاد دانشگاه ییل است.
او بعد از فراگیری فلسفه، ادبیات عرب و اسلام‌شناسی در دانشگاه‌های گوتینگن آلمان، دمشق، برلین و لندن، دکترایش را در ۱۹۹۹ از دانشگاه آزاد برلین دریافت کرد. تز دکترایش دربارهٔ «پیشرفت قضاوت ارتداد در اسلام کلاسیک» است. بعد از کار به عنوان پژوهشگر در مؤسسه شرق‌شناسی انجمن آلمانی شرق‌شناسی در بیروت لبنان، او در سال ۲۰۰۰ به دانشگاه ییل رفت و تاریخ عقلانی در اسلام، الهیات (در کلاسیک و مدرن) و روش‌های واکنش متفکران اسلامگرا به مدرنیته غربی را در آنجا تدریس می‌کند.
او همچنین در حال کار بر روی «تاریخ گسترده الهیات در اسلام» است که می‌تواند به عنوان منبع درسی کلاس‌های دانشگاه به کار رود.
او در کتاب‌های آغازینش، «پیشرفت در قضاوت ارتداد در اسلام» (Apostasie und Toleranz in Islam) را مطالعه کرده است و یکی از آثار غزالی (فیصل التفریقه) را به آلمانی ترجمه کرد. به همراه عباس امانت، او یک جلد کتاب دربارهٔ «نقل شریعت در مباحثه معاصر درون اسلام» را ویراستاری کرده است. در حال حاضر او در حال ویرایش کتابی است که حاصل جمع‌آوری مقالات دربارهٔ امام غزالی است؛ که توسط متخصص‌ترین و بااستعدادترین همکارانش نوشته شده است.

## آثار
- Griffel، Frank (۱۹۹۸). Über Rechtgläubigkeit und religiöse Toleranz. Eine Übersetzung der Schrift Das Kriterium der Unterscheidung zwischen Islam und Gottlosigkeit. Spur Verlag. شابک ۹۷۸۳۹۵۲۰۱۲۷۸۹.
- Griffel، Frank (۲۰۰۰). Apostasie und Toleranz im Islam. Die Entwicklung zu al-Gazalis Urteil gegen die Philosophie und die Reaktionen der Philosophen. Brill. شابک ۹۷۸۹۰۰۴۱۱۵۶۶۸.
- Frank Griffel and Abbas Amanat(ed), ویراستار (۲۰۰۷). Shari'a: Islamic Law in the Contemporary Context. Stanford University Press. شابک ۹۷۸۰۸۰۴۷۶۹۳۰۳.
- Griffel، Frank (۲۰۰۹). Al-Ghazali’s Philosophical Theology. Oxford University Press. شابک ۹۷۸۰۱۹۹۷۷۳۷۰۱.
- Griffel، Frank (۲۰۱۰). Averroes’ Maßgebliche Abhandlung. Verlag der Weltreligionen. شابک ۹۷۸۳۴۵۸۷۰۰۲۶۵.